# Geoffrey Bodenhausen
Geoffrey Bodenhausen (1951) é um químico francês especializado em ressonância magnética nuclear, sendo altamente citado em seu campo. Ele é membro correspondente da Academia Real Holandesa de Artes e Ciências e membro da American Physical Society. Ele é professor emérito no Departamento de Química da École Normale Supérieure (ENS) em Paris e professeur honoraire no Laboratório de Ressonância Magnética Biomolecular da École Polytechnique Fédérale de Lausanne (EPFL). Ele é membro do conselho editorial da revista Progress in Nuclear Magnetic Resonance Spectroscopy. Ele é o presidente do conselho editorial da revista Magnetic Resonance.

## Educação
Ele recebeu um diploma em química da ETH Zurique em 1974 e um doutorado em filosofia da Universidade de Oxford em 1977, supervisionado por Ray Freeman.

## Carreira
Bodenhausen iniciou sua pesquisa de pós-doutorado sob a supervisão de Robert e Regitze Vold na Universidade da Califórnia em San Diego. Posteriormente, trabalhou com Leo Neuringer e Robert G. Griffin no Instituto de Tecnologia de Massachusetts e, em 1980, mudou-se para a ETH em Zurique, onde se juntou ao grupo de Richard R. Ernst.
Em 1985, foi nomeado professor na Universidade de Lausanne. Em 1994, tornou-se professor da Universidade Estadual da Flórida, em Tallahassee, ocupando o cargo de diretor do Instituto de Estudos Avançados em Ressonância Magnética. Em 1996, ele foi eleito membro da American Physical Society "por suas inúmeras contribuições para tornar a ressonância magnética um dos métodos mais sofisticados e versáteis disponíveis para obter informações sobre a estrutura e a dinâmica das moléculas na fase condensada e gasosa".
Em 1996, foi premiado como professor na Ecole Normale Supérieure, em Paris. Ele também ocupou um cargo de meio período na École Polytechnique Fédérale de Lausanne.
De 2005 a 2011, ele presidiu o Conselho de Administração da EUROMAR.

## Pesquisa
Bodenhausen foi um dos pioneiros no campo da espectroscopia de transformada de Fourier bidimensional. No grupo de Ray Freeman, ele contribuiu para alguns dos primeiros experimentos heteronucleares.
Em 1976, ele propôs um esquema para induzir a excitação seletiva de pequenas porções de espectros multilinhas, posteriormente denominado DANTE por Morris e Freeman.
Em 1977, Bodenhausen e Freeman mostraram como era possível, observando o espectro de um heteronúcleo (um núcleo atômico que não fosse um próton), a detecção indireta das frequências de ressonância de prótons e as correlações de mudanças químicas entre prótons e heteronúcleos. Em 1980, Bodenhausen e D. J. Ruben introduziram o experimento HSQC (Heteronuclear Single Quantum Coherence), que produz espectros bidimensionais (2D) com um eixo para prótons (1H) e outro para um heteronúcleo, geralmente 13C ou 15N. Esse duplo INEPT tem sido a base de muitos experimentos quânticos heteronucleares subsequentes publicados na literatura e provou ser crucial na química orgânica da espectroscopia e no campo da proteína NMR.
Um dos primeiros passos para aumentar o conteúdo de informação dos espectros de RMN foi a introdução de uma transferência de coerência homonuclear retransmitida por Geoffrey Bodenhausen junto com Gerhard Eich.
Em 1984, ele publicou com Herbert Kogler e Richard R. Ernst um artigo essencial no Journal of Magnetic Resonance, onde eles descreveram como projetar ciclos de fase, permitindo a seleção de vias específicas de transferência de coerência no experimento de pulso de RMN.
Em 1987, ele publicou com Richard R. Ernst e Alexander Wokaun Principles of Nuclear Magnetic Resonance in One and Two Dimensions, considerada uma monografia clássica sobre o tópico da RMN multidimensional.

## Honras e prêmios
- 1990: Prêmio Nacional Latsis concedido pela Fundação Latsis.[17]
- 1997: Membro correspondente da Academia Real Holandesa de Artes e Ciências.[18]
- 2006: Prêmio Catalão-Sabatier da Sociedade Real Espanhola de Química.[19]
- 2008: Membro da Sociedade Internacional de Ressonância Magnética.[20]
- 2017: Chevalier de la Légion d'honneur
- 2019: Güunther Laukien Prize

## Livros
- Bodenhausen, Geoffrey; Wokaun, Alexander (1987). Principles of Nuclear Magnetic Resonance in One and Two Dimension. Clarendon Press. [S.l.: s.n.] ISBN 9780198556473

## Patentes
- DE Patent 3839820, Lyndon Emsley & Geoffrey Bodenhausen, "Verfahren zum selektiven Anregen von nmr-Signalen", publicado em 31 de maio de 1990
- DE Patent 3940633, Lyndon Emsley & Geoffrey Bodenhausen, "Gauss-Impuls-Kaskade", publicado em 13 de junho de 1991
- US Patent 5327086, Geoffrey Bodenhausen; Jean-Marc Boehelen & Irene Burghardt, "Multiple-quantum NMR with frequency-modulated chirp pulses", publicado em 5 de julho de 1994
- US Patent 2009039883, Geoffrey Bodenhausen; Paul Vasos & Riddhiman Sarkar, "Singlet-state exchange NMR spectroscopy for the study of very slow dynamic proceses", publicado em 12 de fevereiro de 2009
- US Patent 2012286782, Sami Jannin; Aurelien Bornet & Geoffrey Bodenhausen, "Method for NMR spectroscopy with sustained induction decays of long-lived coherences", publicado em 15 de novembro de 2012
- US Patent 2013021031, Diego Carnvale & Geoffrey Bodenhausen, "Fourier Tickling For Homonuclear Decoupling in NMR"
- EP Patent 2786165, Geoffrey Bodenhausen; Aurelien Bornet & Nicola Salvi et al., "Method for the NMR based determination of the affinity of drugs for a target protein", publicado em 8 de dezembro de 2014